# Serpopardo
Serpopardo è un termine utilizzato da alcuni studiosi moderni per identificare un animale mitologico rappresentato su oggetti risalenti al IV millennio a.C. Questo termine non è usato in alcun testo originale, si tratta di una interpretazione fatta solo di recente. L'immagine appare specificatamente sulla tavoletta di Narmer, una lastra di siltite decorata, usata per preparare cosmetici e risalente al periodo predinastico dell'antico Egitto. La figura di questo animale è stata rintracciata anche in altre culture contemporanee come il sigillo cilindrico di Uruk.

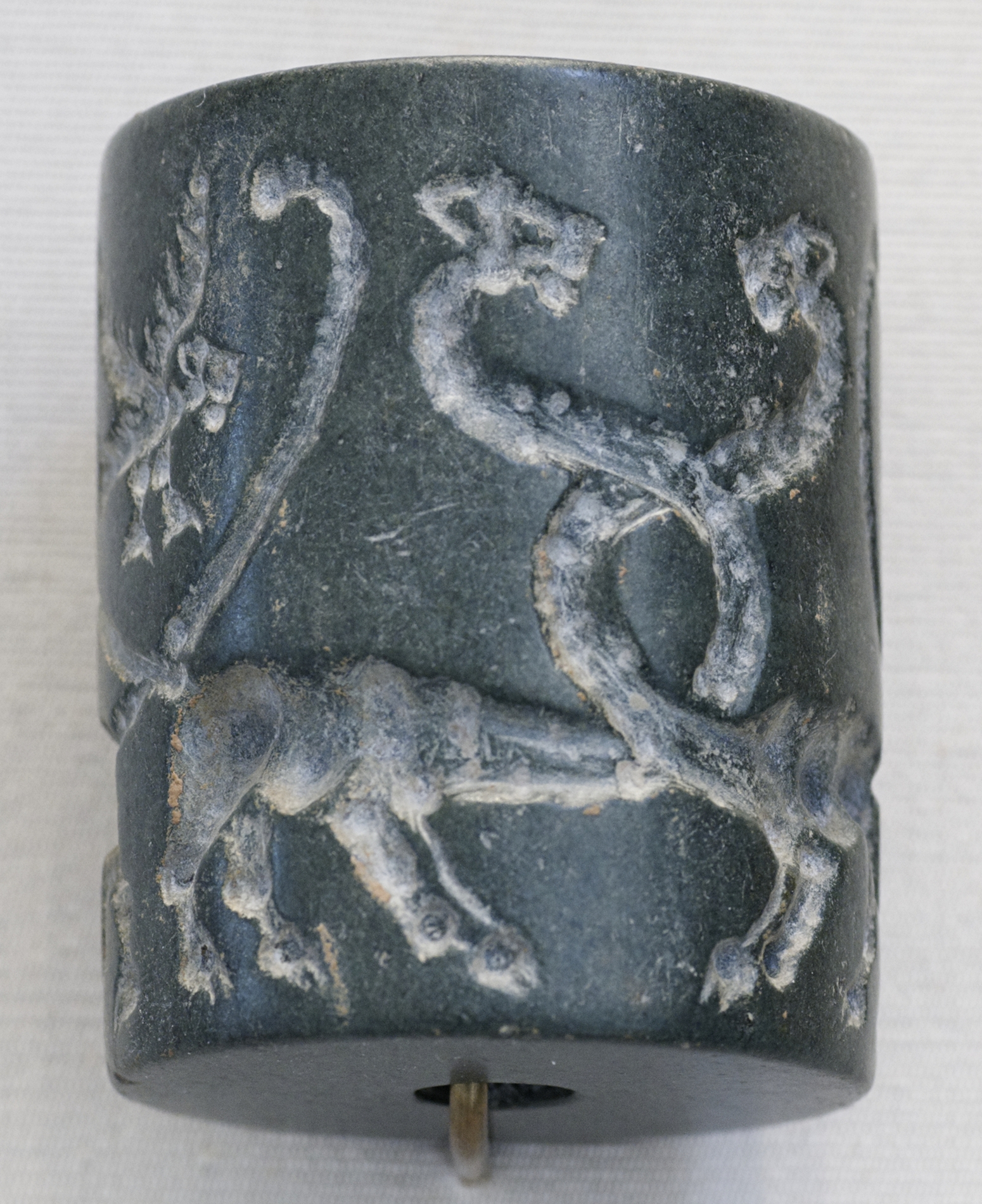
3000 a.C. Sigillo cilindrico di Uruk che visualizza un motivo di leonessa talvolta descritto come un "serpopardo" esposto al museo del Louvre.

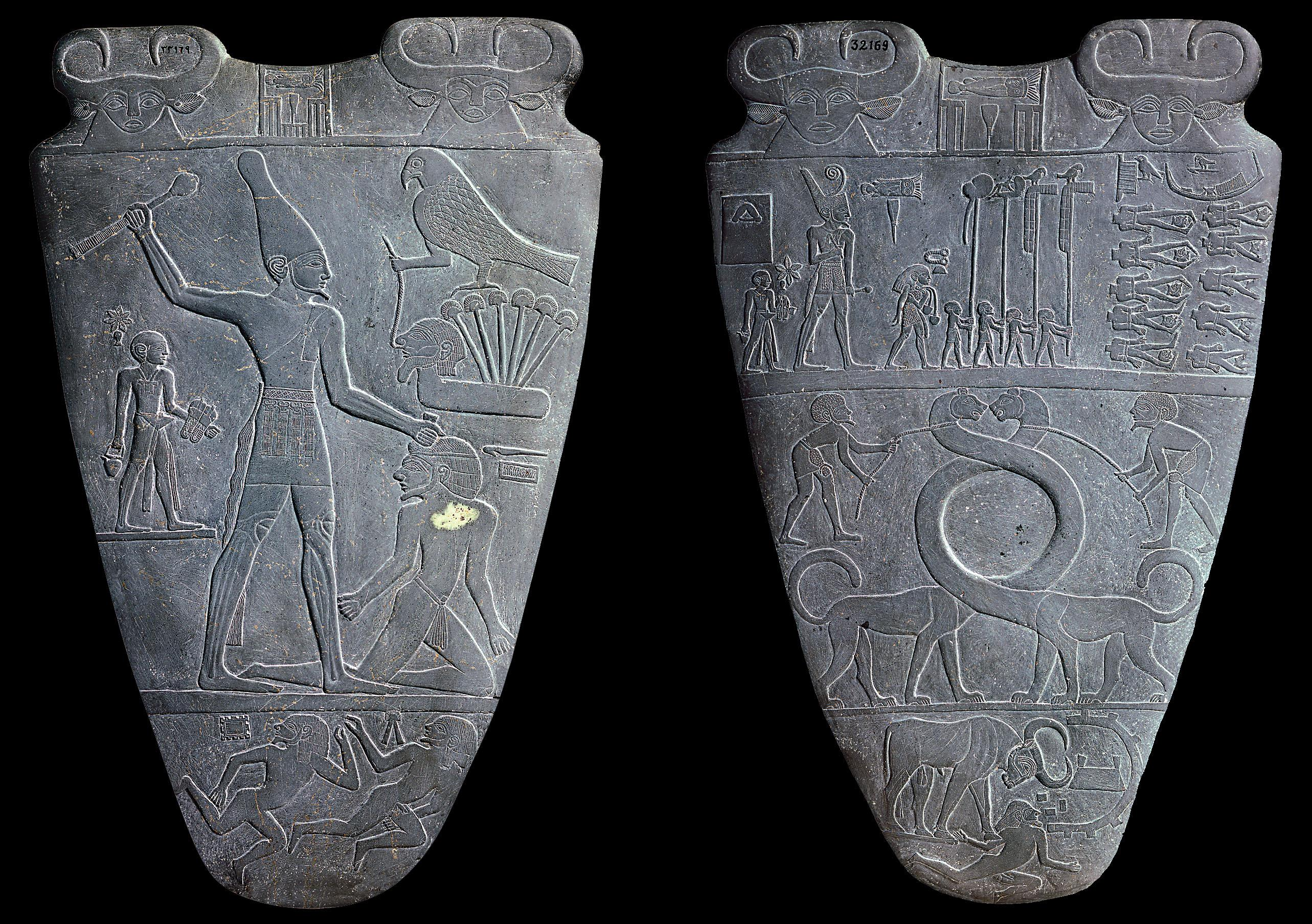
Dritto e rovescio della tavoletta di Narmer. Nel cerchio formato dai colli dei serpopardi venivano polverizzati i minerali usati come cosmetici.

Il "serpopardo" è stato definito un incrocio tra un serpente ed un leopardo, come sembrano dimostrare rispettivamente il lungo collo e il corpo. 
L'immagine è generalmente classificata come quella di un felino e, in effetti, ad un attento esame ricorda una leonessa con un collo insolitamente lungo. Alla fine della coda si può riconoscere il ciuffo caratteristico dei leoni, non ci sono macchie, le orecchie arrotondate ricordano molto più la testa di una leonessa che quella di un serpente, inoltre mancano caratteristiche tipiche dei serpenti come le scaglie, la lingua e la forma della testa.
Analogamente ad altri popoli antichi, gli Egiziani sono noti per le loro rappresentazioni molto accurate delle creature che avevano modo di osservare. Nelle loro creature composite, costruite per divinità che si erano fuse tra loro nei concetti religiosi, sono molto evidenti le caratteristiche degli animali che originariamente rappresentavano le singole divinità.
Questi animali sono stati considerati un ulteriore simbolismo dell'unificazione dell'Egitto, ma si tratta di un'immagine non riportata in nessun'altra opera egizia. Niente fa supporre che i due animali rappresentino regioni specifiche, nonostante che sia l'Alto Egitto sia il Basso Egitto avessero leonesse quali divinità protettrici ed i colli intrecciati potrebbero rappresentarne l'unificazione.
Ritroviamo simili creature mitologiche anche nella piccola tavoletta di Nekhen (Ieracompoli), conosciuta anche come "tavoletta dei due cani" (perché oltre ai serpopardi vi sono due grandi cani ai bordi) e conservata all'Ashmolean Museum di Oxford. In questo specifico caso i colli dei due animali non sono intrecciati ma si sviluppano verso l'alto a zig-zag.
Raffigurazioni di questi animali fantastici sono state ritrovate anche ad Elam e in Mesopotamia, così come in molte altre culture.